# Lan Tây

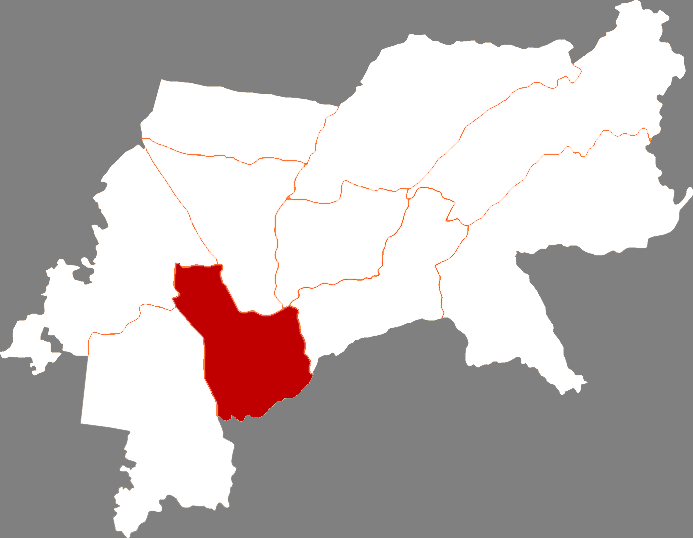
Lan Tây

Lan Tây (chữ Hán giản thể: 兰西县, âm Hán Việt: Lan Tây huyện) là một huyện thuộc địa cấp thị Tuy Hóa, tỉnh Hắc Long Giang, Cộng hòa Nhân dân Trung Hoa. Tên huyện này nguyên là Song Điện Tử. Huyện Lan Tây có diện tích 2499 km², dân số 470.000 người. Mã số bưu chính của huyện Lan Tây là 151500. Chính quyền nhân dân huyện Lan Tây đóng tại trấn Lan Tây. Huyện này được chia thành 4 trấn, 14 hương. 
- Trấn: Lan Tây, Du Lâm, Lâm Giang, Bình Sơn.
- Hương: Lan Giao, Khang Vinh, Lan Hà, Trường Giang, Trường Cương, Hồng Quang, Bắc An, Phấn Đấu, Hồng Tinh, Thắng Lợi, Viễn Đại, Di Tân, Liệu Nguyên, Tinh Hỏa.